# نرجس كاذب ثنائي اللون
النرجس الكاذب ثنائي اللون (باللاتينية: Narcissus pseudonarcissus subsp. bicolor) ضرب نباتي من نوع النرجس الكاذب يتبع جنس النرجس من الفصيلة النرجسية. ينمو النبات من بصلة شتوية مبكرة معمرة.

## الموئل والانتشار
موطن النرجس الكاذب ثنائي اللون جبال البرانس بين إسبانيا وفرنسا.

## مرادفات
- (باللاتينية: Narcissus bicolor)